# Jean de Cosnac
Jean Joseph Marie Victoire de Cosnac (Brive-la-Gaillarde, 24 maart 1764 – Brive-la-Gaillarde, 24 oktober 1843) was bisschop van Meaux (1819-1830) en aartsbisschop van Sens (1830-1843) in Frankrijk.

## Levensloop

### Franse Revolutie en Napoleon

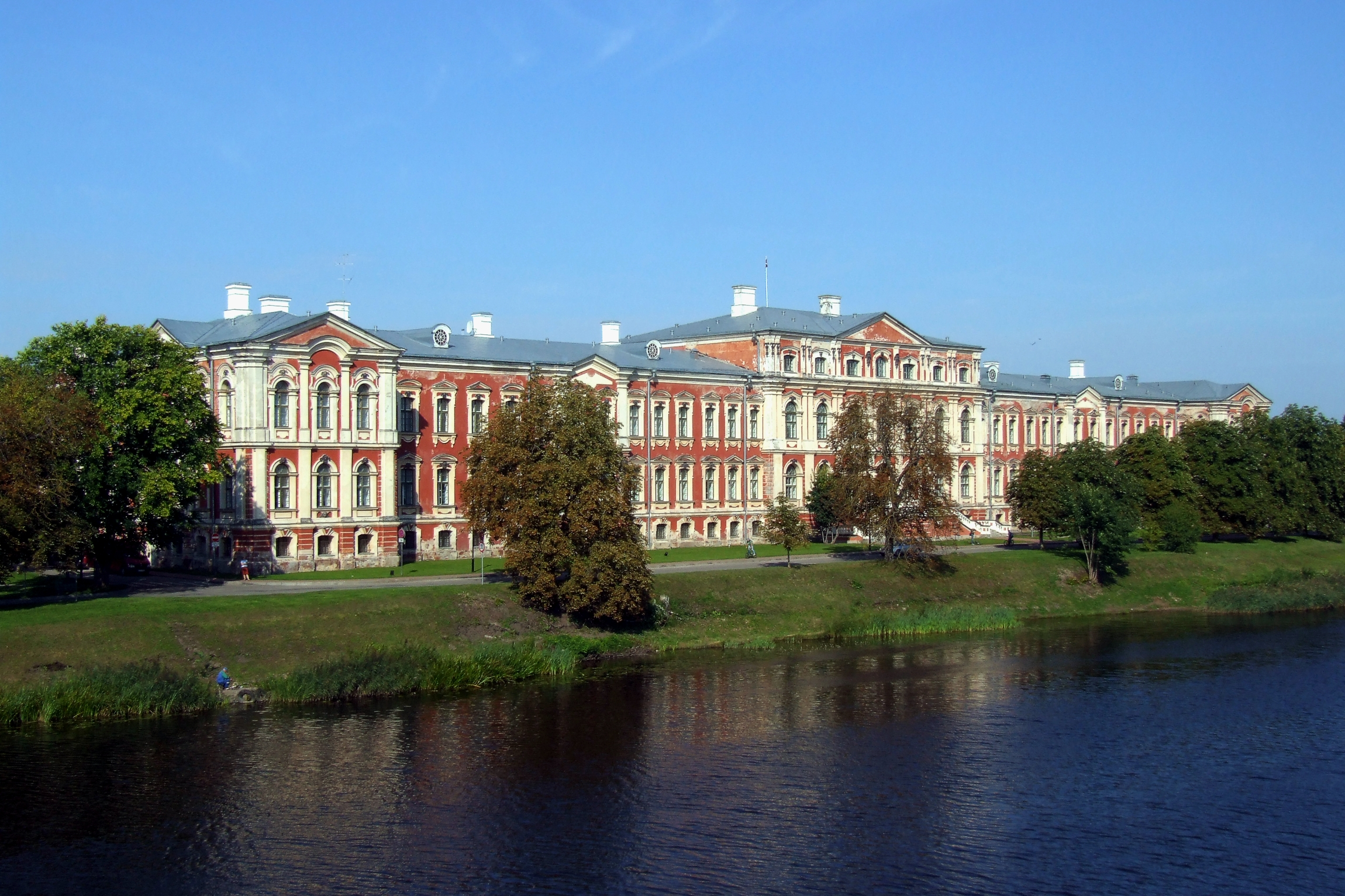
Paleis van Jelgava (Letland). Cosnac leerde er de latere koning Lodewijk XVIII kennen.

Cosnac werd geboren in de provincie Limousin van het koninkrijk Frankrijk, namelijk in Brive-la-Gaillarde of kortweg Brive, op het kasteel van Cosnac. Zijn ouders waren baron Daniel Joseph de Cosnac, baron van La Guesle en barones Anne de Lostanges. Hij werd priester gewijd in 1787. Zijn kerkelijke carrière startte in Beauvais waar hij vicaris-generaal was van het bisdom Beauvais. Toen de Franse Revolutie uitbrak, vluchtte Cosnac naar Engeland. Hij werkte daar als menger van mortsel op een bouwwerf. Vandaar emigreerde hij naar Letland dat onder Russisch bestuur stond. Cosnac verbleef, zoals andere Franse vluchtelingen, in Jelgava. In het paleis van Jelgava verbleef de Franse kroonprins Lodewijk van Bourbon, de latere koning Lodewijk XVIII. Cosnac en de kroonprins leerden er mekaar kennen. 
Rond 1801 dook Cosnac op in zijn geboortedorp Brive. Hij werkte in Brive als pastoor, in de clandestiniteit. In 1803 geraakte hij officieel benoemd tot pastoor door het napoleontische regime. Hij hield zich bezig met het verzorgen van Spaanse soldaten die ziek aangekomen waren in Brive. In Brive ontving hij kardinaal Pacca. Pacca was de tussenpersoon tussen Cosnac en paus Pius VII, die opgesloten leefde op het kasteel van Fontainebleau. In 1815 eindigde de napoleontische tijd. 

### Restauratie
In 1815 kende Frankrijk de Restauratie van het koninklijk huis Bourbon. Met de komst van koning Lodewijk XVIII op de troon, trad Cosnac op de voorgrond. Lodewijk XVIII stelde Cosnac voor als bisschop van Noyon. Paus Pius VII aanvaardde deze benoeming niet want het bisdom Noyon was in 1790 ophouden te bestaan en was door het Concordaat van 1801 van de kaart geveegd.
In 1819 werd Cosnac tot bisschop van Meaux gewijd. Van 1820 tot 1821 nam hij er nog het bisdom Reims erbij. In 1825 was hij terug in Reims, voor de kroning van koning Karel X van Bourbon.
Vervolgens werd Cosnac aangesteld tot aartsbisschop van Sens in 1830, tijdens de laatste weken van het Bourbon-regime. Met de Julirevolutie van 1830 vluchtte koning Karel X weg. Aartsbisschop Cosnac wou ook vluchten doch, de schoondochter van Karel X, Marie Thérèse, verbood hem te vluchten. Cosnac installeerde zich in Sens als aartsbisschop, nadat hij goedkeuring gekregen had van paus Pius VII. In Sens stimuleerde Cosnac de oprichting van katholieke scholen door 3 congregaties. Tijdens zijn pontificaat in Sens schreef Cosnac een lofrede over paus Gregorius XVI (1833). Tevens schreef hij een catechismus (1841) en communiegebeden.
Stervend trok hij zich terug in het ouderlijk kasteel van Cosnac in Brive. Hij stierf er in 1843. Zijn lichaam werd overgebracht naar de kathedraal van Sens voor de begrafenis; zijn hart werd bewaard in het kasteel van Cosnac, volgens zijn wilsbeschikking.
- Bibliothèque nationale de France: cb10739557h (data)
- Virtual International Authority File: 317030537